# Списък на защитените зони в Казахстан
Тази статия е Списък на защитените зони в Казахстан.

## Национални паркове
- Алтънско-Емелски национален парк
- Национален парк Баянул
- Национален парк Бурабай
- Национален парк Байратау
- Чарински национален парк
- Национален парк Каркарали
- Национален парк Кокшатау
- Национален парк езеро Колсай

## Природни резервати
- Аксу-Джебългайски природен резерват[2]
- Природен резерват Алакол
- Алматски природен резерват
- Барско-Келмски природен резерват
- Природен резерват Каратау[3]
- Природен резерват Коргалжин
- Природен резерват Маркакол
- Природен резерват Наурзум
- Природен резерват Устюрт
- Западен Алтайски природен резерват